# بیلی کلارک (بازیکن فوتبال، زاده ۱۹۶۷)
بیلی کلارک (انگلیسی: Billy Clark؛ زادهٔ ۱۹ مهٔ ۱۹۶۷) بازیکن فوتبال اهل بریتانیا است.
از باشگاه‌هایی که در آن بازی کرده‌است می‌توان به باشگاه فوتبال بث سیتی، باشگاه فوتبال نیوپورت کانتی، باشگاه فوتبال چلتنهام تاون، باشگاه فوتبال ای‌اف‌سی بورنموث، باشگاه فوتبال بریستول راورز، باشگاه فوتبال اکستر سیتی، باشگاه فوتبال وستون سوپر مار، باشگاه فوتبال کلیودون پارک، و باشگاه فوتبال فارست گرین راورز اشاره کرد.